# Château des Hermens
Le château des Hermens est un château situé en France sur la commune d'Araules, dans la région Auvergne-Rhône-Alpes.

## Localisation
Le château est situé dans le département français de la Haute-Loire, sur la commune d'Araules, dans l'ancienne région administrative d'Auvergne.

## Historique
En 1310, on répertorie un mas des Hermens où, au cours du XVIe siècle, fut édifiée une maison forte, s'inscrivant dans le mouvement de construction de petites structures rustiques érigées à des fins défensives dans la région du Velay, durant une période agitée.

## Description
L'ensemble des édifices, agencé en forme de L autour d'une cour, englobe le logis avec sa tour semi-excentrée en façade sud, l'étable adossée à la façade ouest du logis, et la grange en retour vers le sud. Le logis s'étend sur trois niveaux d'ouvertures, tout comme la tourelle. La grande salle du premier étage, de même que la chambre à alcôve, arborent des boiseries datant du XIXe siècle.

## Protection
Le château est inscrit au titre des monuments historiques par arrêté du 10 février 1997.